# Endoperoxyde
Un endoperoxyde est une molécule hétérocyclique contenant un résidu peroxyde -O-O- dans son cycle.  
Dans la voie de synthèse de la prostaglandine H2, un endoperoxyde est synthétisé par des cyclooxygénases (COX-1 et COX-2) à partir de l'acide arachidonique (acide gras polyinsaturé oméga-6). Ils peuvent aussi subir l'action de la prostacycline synthase pour synthétiser la prostacycline, ainsi que celle de la thromboxane synthase pour donner du thromboxane A2.